# Cimetière juif de Neuwiller-lès-Saverne
Le cimetière juif de Neuwiller-lès-Saverne est un monument historique situé à Neuwiller-lès-Saverne, dans le département français du Bas-Rhin.

## Localisation
Le cimetière est situé rue d'Ingwiller, 5 impasse des Cigognes et rue du Cerf à Neuwiller-lès-Saverne.

## Historique
L'édifice fait l'objet d'une inscription au titre des monuments historiques depuis 1999.
La fiche de la base Mérimée précise : « Le cimetière est localisé extra-muros et organisé dans la lice du mur d'enceinte nord-est en sept sections discontinues datables de 1260 à 1870. Sur des moellons du mur d'enceinte, se trouvent des inscriptions en caractères hébraïques, réalisées entre 1260 et 1550 : cela en fait le plus ancien cimetière juif d'Alsace. ».

## Architecture
Situé au pied du mur d'enceinte de la ville, dans les fossés, il s'agit d'un cimetière sans stèles funéraires. des inscriptions gravées dans la muraille se limitent souvent à un nom : « Joseph, Jacob, Moïse, Faïss, Nana, Hana, Israël, noms souvent suivis de l'abréviation zaïn, lamed, pour zikhrono li-vrakha, "que sa mémoire soit bénie" ».